# Khunayfis al-Dawsa
Khneifis Eldosa (tiếng Ả Rập: خنيفس الدوسة) là một ngôi làng Syria nằm ở phó huyện Sabburah thuộc huyện Salamiyah, Hama. Theo Cục Thống kê Trung ương Syria (CBS), Khneifis Eldosa có dân số 804 người trong cuộc điều tra dân số năm 2004.